# Ort (Landspitze)
Ort  ist eine Bezeichnung für eine Landspitze, vergleichbar mit dem dänischen „Odde“. Hier hat sich die ursprüngliche (mittelhoch- wie auch mittelniederdeutsche) Bedeutung des Wortes „Ort“ als „Spitze“ erhalten. Als Gattungsname ist „Ort“ in diesem Sinne heute nicht mehr üblich, ist aber in einer Reihe von Eigennamen zu finden.
Vor allem an der Ostseeküste von Mecklenburg-Vorpommern und den angrenzenden Gebieten gibt es eine Vielzahl von – unterschiedlich ausgeprägten – Landspitzen, die ein „Ort“ im Namen enthalten.
Beispiele:
- Friedrichsort an der Westseite der Kieler Förde
- Möltenort an der Ostseite der Kieler Förde
- Orth auf Fehmarn
- Kieler Ort, die frühere Südwestspitze der Halbinsel Wustrow (heute eine eigene Insel)
- Geinitzort, der nördlichste Punkt der Stolteraa bei Warnemünde
- Rosenort, Stolper Ort und Wiedort zwischen Markgrafenheide und Graal-Müritz
- Esper Ort, am Weststrand des Darß
- Darßer Ort, die Nordspitze des Darß
- Pramort an der Ostspitze der Halbinsel Zingst
- Freesenort an der Südwestspitze der Insel Ummanz
- Mövenort, bei Dranske im Norden der Insel Rügen
- Gellort, der nördlichste Punkt der Insel Rügen westlich von Kap Arkona
- Lobber Ort auf der Halbinsel Mönchgut auf Rügen
- Palmer Ort, der südlichste Punkt der Insel Rügen auf Zudar
- Erischowort, Möwenort, Hoher Ort und Grüssower Ort an den Boddengewässern auf der Insel Usedom.

Auch einige Landspitzen im in den früher deutsch besiedelten Gebieten östlich der Oder tragen ein „Ort“ in ihren deutschen Namen. Dazu zählen beispielsweise der Brüsterort (die Nordwestspitze des Samlandes) oder der Lyserort an der Nordwestspitze des Kurlandes.
Im Binnenland taucht die Bezeichnung Ort für Landzungen vor allem an Flussmündungen auf und hat sich in den Namen von an diesen Stellen entstandenen Siedlungen erhalten, z. B. Ruhrort an der Mündung der Ruhr in den Rhein, Tegelort am Zusammentreffen von Tegeler See und Havel, Leerort an der Mündung der Leda in die Ems, Störort an der Mündung der Stör in die Elbe oder Ortsspitze an der Mündung des Inns in die Donau.